# Лиуэль-Калель (департамент)
Департамент Лиуэль-Калель  (исп. Departamento de Lihuel Calel) — департамент в Аргентине в составе провинции Ла-Пампа.
Территория — 12460 км². Население — 439 человек. Плотность населения — 0,04 чел./км².
Административный центр — Кучильо-Ко.

## География
Департамент расположен на юге провинции Ла-Пампа.
Департамент граничит:
- на севере — с департаментом Утракан
- на востоке — с департаментами Укаль, Калеу-Калеу
- на юге — с провинцией Рио-Негро
- на западе — с департаментом Курако

## Административное деление
Департамент состоит из 1 муниципалитета:
- Кучильо-Ко

## Важнейшие населенные пункты[3]
| № | Населённый пункт | Населённый пункт (исп.) | Категория | Население чел. (2010) | На карте                        |
| - | ---------------- | ----------------------- | --------- | --------------------- | ------------------------------- |
| 1 | Кучильо-Ко       | Cuchillo-Có             | поселок   | 208                   | 38°20′02″ ю. ш. 64°38′34″ з. д. |